# George prosto z drzewa (film)
George prosto z drzewa (tyt. oryg. George of the Jungle) – amerykańska komedia z 1997 roku, zrealizowana w live action. Adaptacja serialu telewizyjnego pod tym samym tytułem. W 2003 roku powstał sequel filmu – George prosto z drzewa 2.

## Fabuła
George był wychowywany przez małpy, podobnie jak Tarzan. Był on legendarną „Białą małpą”. Pewnego razu pojawia się grupa turystów. George ratuje przed lwem jedną osobę z grupy (Ursula Stanhope).

## Obsada
- Brendan Fraser – George, Król Dżungli
- Leslie Mann – Ursula Stanhope
- Thomas Haden Church – Lyle van de Groot
- John Cleese – Goryl Małpa (głos)
- Richard Roundtree – Kwame
- Greg Cruttwell – Max, zbir van de Groota
- Abraham Benrubi – Thor, zbir van de Groota

## Wersja polska
Opracowanie wersji polskiej: Start International Polska

Reżyseria: Joanna Wizmur
Dialogi: Elżbieta Łopatniukowa
Kierownictwo muzyczne: Marek Klimczuk
Dźwięk i montaż: Elżbieta Chojnowska
Kierownictwo produkcji: Bogumiła Adler
Opieka artystyczna: Mariusz Arno Jaworowski
Produkcja polskiej wersji językowej: Disney Character Voices International

Wystąpili:
- Zbigniew Suszyński – George
- Janusz Bukowski – Goryl Małpa
- Dominika Ostałowska – Urszula
- Piotr Fronczewski – Narrator
- Elżbieta Kijowska – Beatrice Stanhope
- Damian Damięcki – Arthur Stanhope
- Grzegorz Wons – Lyle Van de Groot
- Agata Gawrońska-Bauman – Terilyn / prezenterka telewizyjna
- Jacek Czyż – Thor
- Marcin Kudełka – Max
- Andrzej Blumenfeld – Kwame
- Joanna Jeżewska – Betsy
- Mirosław Zbrojewicz – Burmistrz
- Jarosław Boberek – N'Dugu
- Piotr Plebańczyk – Kip
- Renata Domagała
- Małgorzata Drozd
- Marek Frąckowiak
- Marek Robaczewski
- Jacek Kopczyński
- Wojciech Machnicki
- Tomasz Bednarek
- Marcin Troński
- Paweł Szczesny